# Vogelsang (Adelsgeschlecht)
Vogelsang ist der Name eines pommerschen Uradelsgeschlechts.
Es besteht keine Stammverwandtschaft zu den 1720 nobilitierten und seit 1793 österreichischen Freiherren von Vogelsang. Ferner gab es eine 1741 in Preußen nobilitierte Familie, sowie eine weitere in Frankreich.

## Geschichte

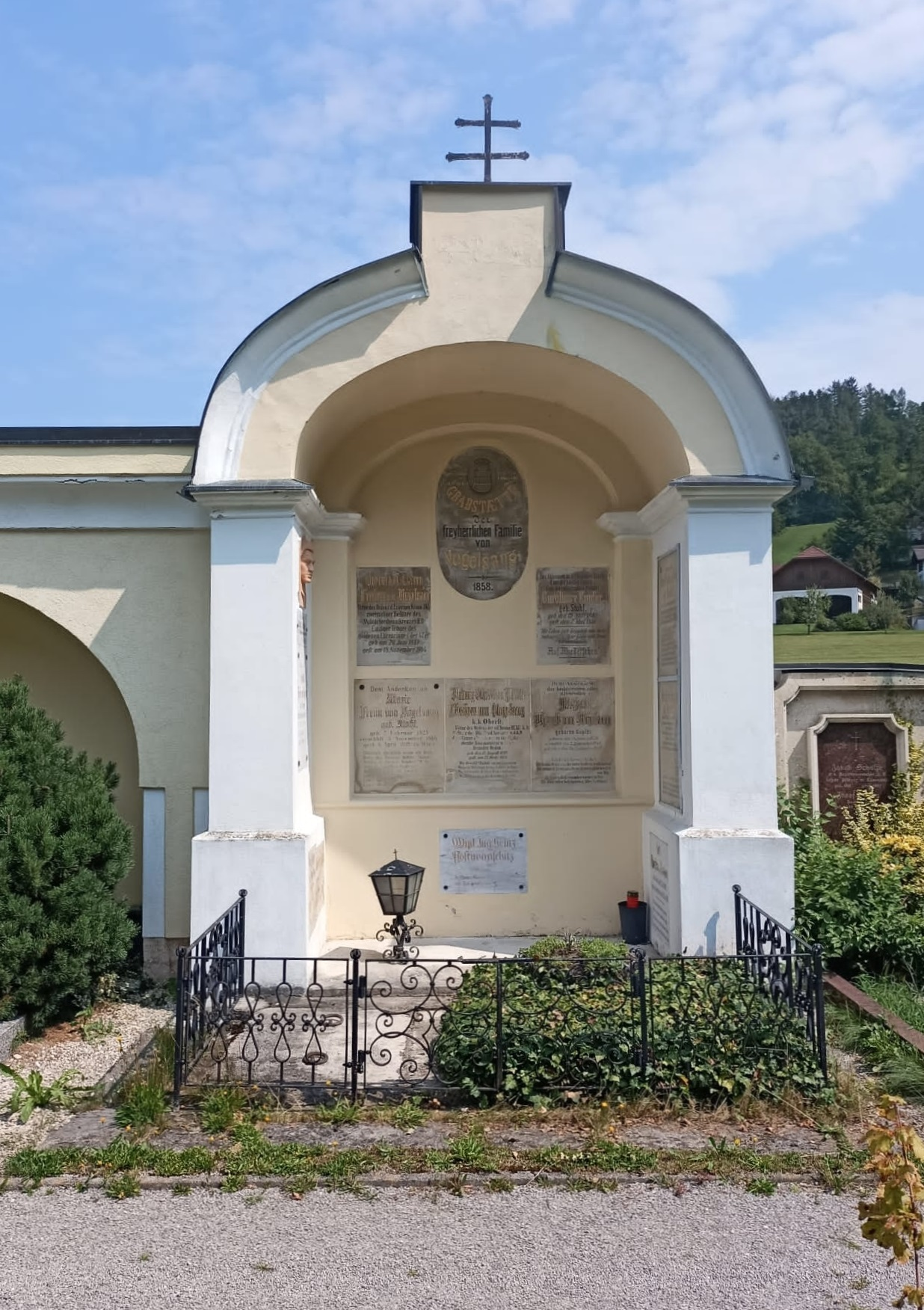
Friedhof Losenstein – Grab der Freiherren von Vogelsang

Das Geschlecht wurde mit Gerhardus de Voghelsange 1270 zuerst urkundlich genannt und beginnt mit Hennekinus Vogelsang, 1395, 1423 seine Stammreihe. Die Familie war vor allem im Raum Barth begütert.
August von Vogelsang (1810–1891), preußischer Hauptmann und Herr auf Neu Guthendorf, wurde 1861 in den mecklenburgischen Adel rezipiert. Neben Neu Guthendorf (1794–1886) besaß die Familie in Mecklenburg auch die Güter Alt Guthendorf (1794–1861) und Vorwerk (1674–1783).
Im Einschreibebuch des Klosters Dobbertin von 1696 bis 1918 befindet sich eine Eintragung von Juliane Agnes Eleonore Ida Caroline Johanna von Vogelsang (1860–1892), Tochter des vorgenannten, am 3. Dezember 1861 eingetragen und verheiratet am 27. September 1889 mit Hauptmann Roderich von Dewitz (1854–1935), nachmaliger preußischer Generalleutnant.
Am 10. Mai 1859 wurde Karl von Vogelsang (1818–1890) in den liechtensteinischen Freiherrnstand erhoben.

## Angehörige
- Karl von Vogelsang (1818–1890), Antisemit, Publizist, Politiker und Sozialreformer
- Carl von Vogelsang (1900–1977), Antisemit, Journalist und Schriftsteller

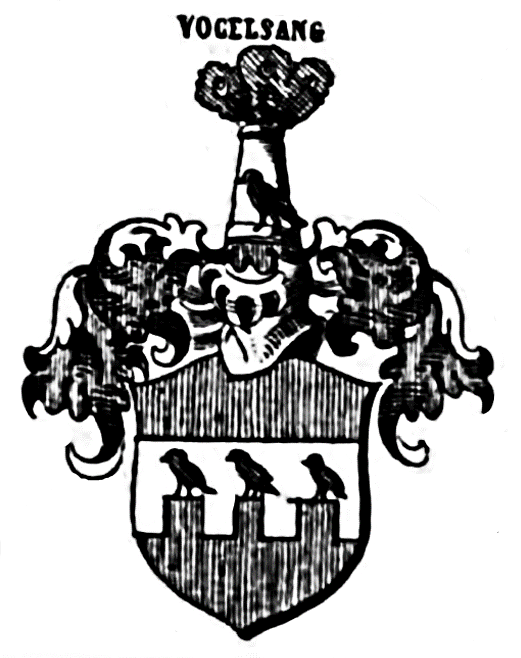
Wappen derer von Vogelsang bei Johann Siebmacher

## Wappen
Das Stammwappen zeigt in Rot einen silbernen Vogel.
Seit dem 16. Jahrhundert einschließlich 1859 zeigt das Wappen in Rot einen am unteren Rande dreimal gezinnten breiten, silbernen Balken, zwischen jeder Zinne je einen nach rechts gewendeten silbernen Vogel mit schwarzen Flügeln sitzend. Auf dem gekrönten Helm mit rot-silbernen Decken vor einem mit einem Pfauenfederbüschel besteckten roten Schaft ein silberner Vogel.